# Let Me Be Your Valentine
Singles de Scooter
Back in the U.K.
(1995) Rebel Yell
(1996)
Let Me Be Your Valentine est une chanson de Scooter extraitre de l'album Our Happy Hardcore et sortie en février 1996.

## Liste des pistes
| 1. | Let Me Be Your Valentine (The Complete Work) | 5:43 |
| 2. | Let Me Be Your Valentine (Edit)              | 3:51 |
| 3. | Eternity                                     | 5:23 |
| 4. | The Silence Of T. 1210 MK II                 | 1:35 |

## Classements

### Classements hebdomadaires
| Classement (1995)            | Meilleure position |
| ---------------------------- | ------------------ |
| Allemagne (Media Control AG) | 14                 |
| Autriche (Ö3 Austria Top 40) | 9                  |
| France (SNEP)                | 45                 |
| Irlande (IRMA)               | 19                 |
| Suisse (Schweizer Hitparade) | 23                 |